# زیردریایی کلاس اوزوشی
سابمارین کلاس اوزوشی (به انگلیسی: Uzushio-class submarine) یک کلاس از زیردریایی است که طول آن ۷۲٫۰ متر (۲۳۶٫۲ فوت) می‌باشد.